# Superliga Femrat
La Superliga Femrat, Siguria Superliga – Femrat per ragioni di sponsorizzazione, è la massima serie del campionato kosovaro femminile di calcio ed è posto sotto l'egida della Federazione calcistica del Kosovo (FFK).
La competizione, che assume l'attuale denominazione dalla stagione 2018-2019, venne istituita dal campionato 2010-2011, tuttavia anche per le vicende politiche che al 2025 vedono il Kosovo uno Stato a riconoscimento limitato fu riconosciuto ufficialmente dalla FIFA nel 2016.
La detentrice del titolo di campione del Kosovo è il Mitrovica, al 2025 al suo sesto titolo nonché club che detiene anche il maggior numero di successi.
Alla fine della stagione, la squadra che ha ottenuto più punti vince il campionato ed è campione di Kosovo. Inoltre, accede di diritto alla fase preliminare della UEFA Women's Champions League.

## Storia
Il campionato nacque nel settembre 2010, ma fu riconosciuto ufficialmente dalla FIFA nel 2016. Mantenne la denominazione Liga e Femrave fino al campionato 2017-2018 per mutare in Superliga Femrat dal campionato successivo.

## Albo d'oro
- 2010-2011:  Kosova Vushtrri (1º)
- 2011-2012:  Kosova Vushtrri (2º)
- 2012-2013:  Prishtina (1º)
- 2013-2014:  Prishtina (2º)
- 2014-2015:  Prishtina (3º)
- 2015-2016:  Hajvalia (1º)
- 2016-2017:  Hajvalia (2º)
- 2017-2018:  Mitrovica (1º)
- 2018-2019:  Mitrovica (2º)
- 2019-2020:  Mitrovica (3º)
- 2020-2021:  Mitrovica (4º)
- 2021-2022:  EP-Com Hajvalia (1º)
- 2022-2023:  EP-Com Hajvalia (2º)
- 2023-2024:  Mitrovica (5º)
- 2024-2025:  Mitrovica (6º)